# Fugloy
Fugloy (dánul: Fuglø) Feröer legkeletibb szigete, a Norðoyar szigetcsoport tagja. Neve Madár-szigetet jelent.

## Földrajz

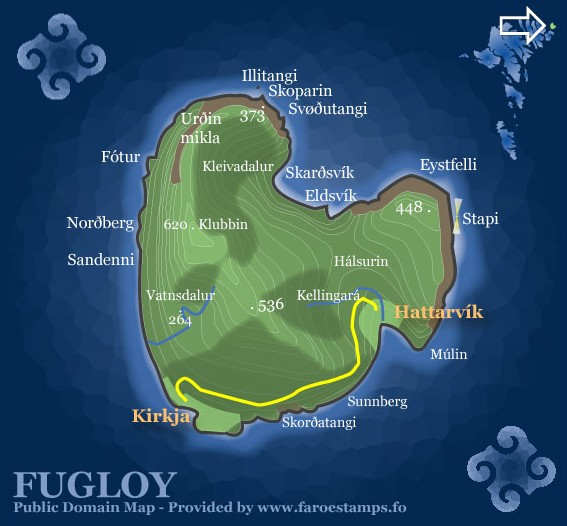
Fugloy térképe

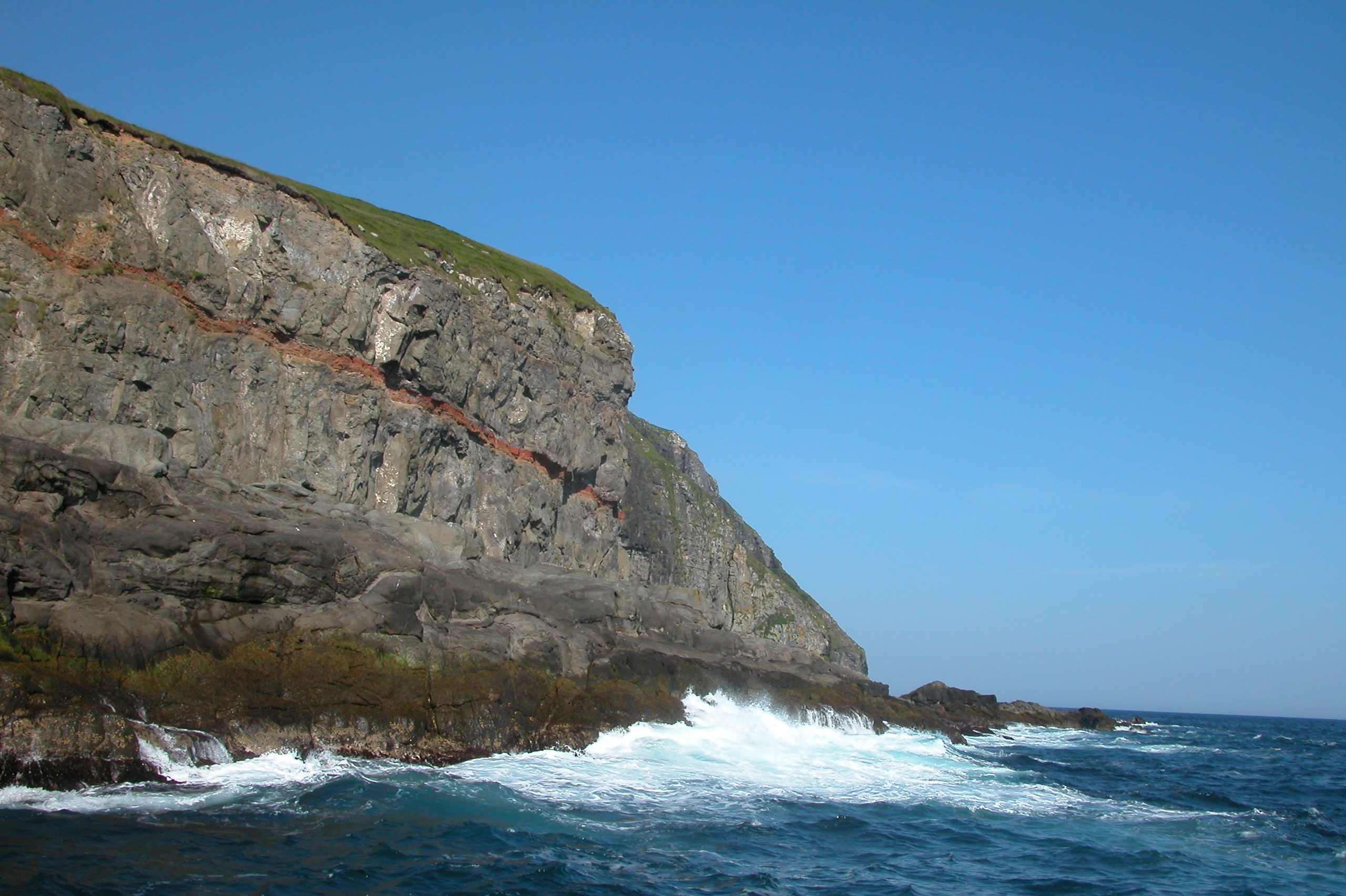
Kirkja tengerpartja

Fugloy a Norðoyar régióhoz tartozik. Területe 11,02 km², legmagasabb hegycsúcsa a 621 m-es Klubbin.
A Nemzetközi Hidrográfiai Szervezet lehatárolása alapján az Északi-Atlanti-óceán és a Norvég-tenger határa érinti Fugloy északkeleti csúcsát.
A sziget – a Norðoyar többi szigetéhez hasonlóan – a fiatalabb felső bazaltrétegekből épül fel. A sziget partjai meredekek, különösen a keleti oldalon, ahol 400 méter magas sziklafal emelkedik.

### Élővilág
A sziget – ahogy neve is mutatja – gazdag, nemzetközi jelentőségű madárvilágáról nevezetes. Évente mintegy 80 000 pár költ ezen a területen. A legjelentősebb fajok az európai viharfecske (25 000 pár), a lunda (15 000 pár), a lumma (23 700 egyed), a háromujjú csüllő (2500 pár), a fekete lumma (100 pár) és a kis póling (50 pár).

## Népesség
Fugloyon két település található: Hattarvík és Kirkja. A sziget mindig ritkán lakott volt. Az első, 1737-es népszámlálás szerint 19 család lakott itt 19 gyermekkel, ami alapján a teljes népesség 60-70 főre becsülhető. A népesség a 20. század elején érte el csúcspontját, amikor 250-300-an éltek itt. Később az emberek a nagyobb központokba költöztek, így Fugloy is fokozatosan elnéptelenedett.
| Év              | Lakosság |
| --------------- | -------- |
| 1986. január 1. | 59       |
| 1991. január 1. | 53       |
| 1996. január 1. | 51       |
| 2001. január 1. | 50       |
| 2006. január 1. | 44       |

## Közlekedés
A sziget két települését összekötő út az 1980-as években épült. A szigetet kompjárat köti össze a Viðoy szigeten található Hvannasunddal. A sziget hetente háromszor az Atlantic Airways helikopterével is megközelíthető.

### Külső hivatkozások
- Fugloy - The island, faroestamps.fo (angol)
- Légifotók Archiválva 2006. október 5-i dátummal a Wayback Machine-ben (Anfinn Frederiksen) (angol)